# I borghesi
I Borghesi è un album di Giorgio Gaber pubblicato nel 1971.

## Il disco
Non si tratta di un disco tratto da uno spettacolo come il precedente (in quel periodo Gaber non proponeva un nuovo spettacolo in teatro, ma una rielaborazione del precedente, intitolato Storie vecchie e nuove del signor G), ma di un disco di canzoni registrate in studio; gli arrangiamenti sono curati da Giorgio Casellato.
La registrazione è stata effettuata negli studi Regson di Milano; il tecnico del suono è Gian Luigi Pezzera.
Nelle note del disco le canzoni sono tutte attribuite a Giorgio Gaber (nella ristampa in CD invece alla coppia Gaber - Luporini), tranne Che bella gente, cover di una canzone di Jacques Brel, Ces gens-là, con il testo italiano scritto da Herbert Pagani, e L'uomo sfera, testo di Giuseppe Tarozzi e musica di Gaber.
In realtà almeno altri due brani dei Borghesi sono esplicite citazioni di altrettanti successi di Brel (anche se i testi si discostano un poco dai modelli): I borghesi riprende apertamente Les Bourgeois, mentre L'amico è costruita sulla melodia di Jef.
La Chiesa si rinnova (un'ironica cronaca del Concilio Vaticano II) era già comparsa nell'album L'asse di equilibrio con un altro testo ed era stata pubblicata come singolo nel 1969; A mezzogiorno era stata scritta in origine per l'album di Donatella Moretti Storia di storie, pubblicato qualche mese prima.
Da questo album invece fu estratto un altro 45 giri nel 1972: L'amico/Latte 70.
Nel 2003 l'album fu ristampato in un cd doppio insieme a Il signor G.

## Tracce
LATO A 
Testi di Gaber, eccetto dove indicato. 
1. I Borghesi - 4:22
2. Ora Che Non Sono Più Innamorato - 3:54
3. Che Bella Gente - 4:37 (Brel-Pagani)
4. La Chiesa Si Rinnova - 3:29
5. Evasione - 4:41

LATO B
Testi di Gaber, eccetto dove indicato.
1. L'Uomo Sfera - 3:10 (Tarozzi-Gaber)
2. L'Amico - 3:41
3. Latte 70 - 4:07
4. A Mezzogiorno - 3:42
5. Due Donne - 2:39
6. Un Gesto Naturale - 3:49

## Musicisti
- Giorgio Gaber: voce
- Giorgio Casellato: tastiera, arrangiamenti
- Giancarlo Ratti: batteria
- Giancarlo Messaggi: contrabbasso
- Ivo Meletti: chitarra